# Miracast
Miracast（ミラキャスト）とはWi-Fi Allianceによって策定された、1対1の無線通信によるディスプレイ伝送技術である。ストリーミング技術を用いてホストの画像、音声、動画を、無線でペアリングされた別のデバイスに送ることができる。現在の技術仕様ではマルチキャストはできない。

## 概要
通常は専用のケーブルで接続するディスプレイ表示を無線(ワイヤレス)化することができる。HDMIが実現している機能を無線化しているため、ワイヤレスHDMIと呼ばれることもあるが、共通部分も多いもののHDMIとの直接の関係はない。現在の仕様は、ホストの表示レンダリングデータをWi-Fiと同じ電波帯域を使ってストリーミングで送信し、表示させるデバイス側のWi-Fiで受信する技術を使っている。この技術はWi-Fi Directと呼ばれ、ホストからの電波が届く範囲にあるデバイスとの 1対1通信 (Peer to Peer) で接続する ので、ルーターや認証を必要としない（一般的なSSIDを使うWi-Fiネットワークでは接続できない。ただしパスワードやPINを使うなどのセキュリティを考慮した仕様もある）。実装例としては、ディスプレイ機器側に搭載したWi-Fi用アンテナで受信する方式のほかに、別の外部アンテナで受信したデータをディスプレイの HDMI 入力に送信する方式があり、後者が一般的になっている。
伝送プロトコルは RTP、伝送制御プロトコルはRTSP、映像はH.264、音声はLPCM / AAC / AC3、多重化はMPEG2-TS、著作権保護技術としてHDCP 2.0/2.1が使用される。レンダーによる圧縮は送信側で行うため、無線の伝送経路で不可逆な劣化が生じる。
Wi-Fiに相当するWirelessHD、WiGigは、60GHz帯を使った次世代の無線通信規格（IEEE 802.11adなど）であり直接の競合ではない。
この技術に競合している Apple のAirPlayのミラーリングに対抗するオープンな技術と銘打たれた。一般的なアプリケーションは以下のようなものがある。
- ホストとなるデバイスから、別のディスプレイデバイスにホストの画面をミラーリング表示する。
- 会議室の映像をカメラで撮影し、別のノードのプロジェクターに映し出す。
- 会議室内でメンバーのノートパソコンの画面をお互いに共有する。
- 家庭内のメディアプレイヤーの動画を、タブレット端末で視聴する。
- PCの画面を HDMI のある表示機器でマルチディスプレイ化する（仕様のため1台まで）。

ハードウェアではクアルコムや NVIDIA 、テキサス・インスツルメンツといったスマートフォン、タブレット向け SoCベンダーが対応を表明している。
オペレーティング・システム (OS) 側の対応も進んでいる。
2012年10月29日、GoogleはAndroid 4.2にてMiracastに標準対応することを発表した。
2012年12月4日現在、Nexus 4、Sony Xperia T、Sony Xperia Vなどが公式にサポートしている。ELUGA X P-02E などAndroid 4.1以前にも対応端末があり、また、Android 4.2以降でも非対応端末がある。しかし今後のAndroidではAPIを利用してアプリ開発が簡略化できるため、対応端末が増えると予想されている。
2013年10月18日リリースされたWindows 8.1以降にてMiracast対応をうたっている。インテルはそれまで同様の規格であるWiDiを開発していたが、Version 3.5からMiracast準拠となり、ブロードコム、マーベル、MediaTek、Ralink、Realtekも対応製品を提供し、Miracast対応を認証された最初のコンシューマ向け製品は Nexus 4、LG Optimus G、Samsung Galaxy S III、Samsung Echo-Pシリーズテレビなど。
2017年6月、Miracast仕様に準拠していたインテルのWiDiも、完全にMiracastに移行して自社開発やサポートサービスを終了した。

## デバイス

### 主にホストとなる対応製品
パソコン
- Windows搭載機（マイクロソフト Windows 8.1以降の対応機）
Windows 8.1で拡張された 新しいディスプレイドライバ規格である Windows Display Driver Model (WDDM) 1.3でMiracast規格への対応がサポートされている。これはOSでのOptional（任意）対応となっており、実際に販売されるPCが必ずしも対応機種とはかぎらない。

スマートフォン
Android搭載機（主にVersion 4.2以降の対応機）
- NTTドコモ
  - docomo with series
    - Xperia SX SO-05D（Android 4.1.2アップデートにて対応）
    - Xperia AX SO-01E
    - Disney Mobile on docomo N-03E
    - AQUOS PHONE EX SH-04E

  - docomo NEXT series
    - Xperia GX SO-04D（Android 4.1.2アップデートにて対応）
    - AQUOS PHONE ZETA SH-02E
    - Xperia Z SO-02E
    - ELUGA X P-02E

  - ドコモ スマートフォン（2013年夏モデル - ）
    - Xperia A SO-04E
    - AQUOS PHONE ZETA SH-06E
    - ARROWS NX F-06E
    - ELUGA P P-03E
    - Optimus it L-05E
    - MEDIAS X N-06E
    - Disney Mobile on docomo F-07E
- au（KDDI / 沖縄セルラー電話連合）
  - AQUOS PHONE SERIE ISW16SH
  - Xperia VL SOL21
  - AQUOS PHONE SERIE SHL21
  - Xperia UL SOL22
  - AQUOS PHONE SERIE SHL22
  - URBANO L01（KYY21）
  - HTC One HTL22
  - DIGNO M KYL22
  - ARROWS Z FJL22
  - GALAXY Note 3 SCL22
  - Xperia Z1 SOL23
  - URBANO L02（KYY22）
  - AQUOS PHONE SERIE mini SHL24
  - Xperia Z Ultra SOL24
  - G Flex LGL23
  - URBANO L03（KYY23）
  - AQUOS SERIE SHL25
  - GALAXY S5 SCL23
  - Xperia ZL2 SOL25
  - isai FL LGL24
  - HTC J butterfly HTL23
  - GALAXY Note Edge SCL24
  - Xperia Z3 SOL26
  - URBANO V01（KYV31）
  - isai VL LGV31
  - INFOBAR A03（KYV33）
  - AQUOS SERIE mini SHV31
- ソフトバンクモバイル
  - PANTONE 6 200SH
  - AQUOS PHONE Xx 203SH
  - AQUOS PHONE Xx 206SH
  - ARROWS A 202F
  - ARROWS A 301F
- Google / LGエレクトロニクス
  - Nexus 4

タブレット
- NTTドコモ（ドコモ タブレット）
  - Xperia Tablet Z SO-03E
  - AQUOS PAD SH-08E
- au（KDDI / 沖縄セルラー電話連合）
  - AQUOS PAD SHT21
  - ARROWS Tab FJT21
  - AQUOS PAD SHT22
  - Xperia Z2 Tablet SOT21
- Google / サムスン電子
  - Nexus 10
- Google / ASUS
  - Nexus 7 (2013)
- ソニー
  - Xperia Tablet Z SGP311JP/B、SGP312JP/B・W
- ASUS
  - MeMO Pad HD 7 2013年7月19日
  - MeMO Pad 8 2013年12月20日
- レノボ
  - YOGA TABLET 8
  - YOGA TABLET 10
  - YOGA TABLET 10HD+
- Kindle Fire
  - Kindle Fire HD(第3世代)
  - Kindle Fire HDX 8.9(第3世代)
  - Kindle Fire HDX
  - Fire HDX 8.9

ゲーム機
- マイクロソフト Xbox One
- PlayJam GameStick

### 主に表示機器となるデバイス
テレビ （Miracast機能対応機）
- シャープ AQUOS LC-24MX1
- ソニー ブラビア - スクリーンミラーリング

ワイヤレスディスプレイアダプター
Miracast機能未対応のテレビ受像機の HDMI 端子にケーブルで接続 / 直接取り付けるタイプ。給電をUSBで受けるものが多い。
- ASUS 90XB01F0-BEX060
- アイ・オー・データ機器 WFD-HDMI
- ネットギア PTV3000
- パナソニック EB-L70181
- プリンストン Miracastデジ像 PTW-MA[11]
- マイクロソフト 「Wireless Display Adapter」
  - 初代（型番：CG4-00009） - 2.4GHz帯のみ対応
  - 第2世代（型番：P3Q-00009）- 2.4 GHz/5GHz帯対応
  - 第3世代 4K対応（型番：UTH-00036）- 2.4 GHz/5GHz帯対応

## ビジネス
業界アナリストは、2012年から今後4年以内にMiracast認定デバイスの年間出荷台数は1億台を超えると予測している。

## 競合規格
- AirPlay - Apple
- Chromecast - Google
- WiDi - Intel（開発終了）